# Paweł Lisowski
Pour les articles homonymes, voir Lisowski.
Paweł Lisowski, né le 8 octobre 1991 à Szczecin, est un footballeur professionnel polonais. Il joue actuellement au poste de milieu de terrain au Ruch Chorzów.

## Palmarès
- Finaliste de la Coupe de Pologne : 2012